# Zrzeszenie Robotników Słowacji
Zrzeszenie Robotników Słowacji (słow. Združenie robotníkov Slovenska, ZRS) – słowacka partia polityczna o profilu lewicowym, w latach 1994–1998 część koalicji rządzącej, obecnie ugrupowanie pozaparlamentarne.

## Historia
Ugrupowanie zostało założone w 1992 przez dysydentów z Partii Demokratycznej Lewicy, zaś zarejestrowane jako partia polityczna 26 kwietnia 1994. W wyborach 1994 partia uzyskała 7,34% głosów oraz 13 mandatów, zostając jednym z trzech podmiotów koalicji tworzącej rząd Vladimíra Mečiara. Partia odwoływała się do grup pokrzywdzonych w wyniku transformacji gospodarczej, protestując jednocześnie przeciwko prywatyzacji majątku narodowego. Sceptycznie odnosiła się do integracji z Unią Europejską i NATO, nie nawiązując kontaktów z partiami Europy Zachodniej. 
W wyniku wyborów 1998 ZRS uzyskała 1,30% głosów i znalazła się poza parlamentem. W wyborach 2002 partia uzyskała 0,54% głosów, zaś cztery lata później 0,29%. Ugrupowanie nie brało udziału w wyborach do Parlamentu Europejskiego 2004 i 2009. 
Przewodniczącym partii był od 1994 do 2017 Ján Ľupták. Ugrupowanie ubiegało się o mandaty poselskie w wyborach 2010, uzyskując 0,24% głosów.